# ビッグサンダー・マウンテン
ビッグサンダー・マウンテン（Big Thunder Mountain Railroad、Big Thunder Mountain）は、世界のディズニーパークにあるローラーコースタータイプのアトラクションである。
アメリカ合衆国のアリゾナ州北部にある「モニュメント・バレー」やユタ州南西部にあるブライスキャニオン国立公園の「フードゥー」を外観上のモデルに、ゴールドラッシュに湧いたカリフォルニア州の岩山を設定上のモチーフとして、ゴールドラッシュが過ぎた1880年代の廃鉱を暴走する鉱山列車に乗車するストーリーとなっている。ウォルト・ディズニー・イマジニアリングに勤めたトニー・バクスターが、青年時代にクルミの木で作ったおもちゃの迷路がこのアトラクションの原案となった。

## ビッグサンダー・マウンテンがあるパーク
- ビッグサンダー・マウンテン鉄道（Big Thunder Mountain Railroad）
  - ディズニーランド（ディズニーランド・リゾート）
  - マジック・キングダム（ウォルト・ディズニー・ワールド・リゾート）
- ビッグサンダー・マウンテン
  - 東京ディズニーランド（東京ディズニーリゾート）
  - ディズニーランド・パーク（ディズニーランド・パリ）

## ストーリー
舞台はカリフォルニア州。1848年ごろのゴールドラッシュのあおりで、開拓者たちは金塊を求めて赤茶けた岩山の「ビッグサンダー・マウンテン」で採掘を始めた。先住民たちは、「ビッグサンダー・マウンテンは精霊や神々が住む山であり、昔から超自然的な力が存在するため、うかつに掘り続ければ災いが起こる」とたびたび警告をしていたが、開拓者たちは警告を無視して掘り続け、ついには鉱山会社「ビッグサンダー・マイニングカンパニー (Big Thunder Mining Company) 」を設立し、さらに企業的な採掘を始める。ところが、そのうちに鉱山では謎の事故が多発、そして機関士がいないのに鉱山列車が暴走しているという噂が立つほどになった。それ以来ビッグサンダー・マウンテンは、勇敢な開拓者ではないと入るのが難しいくらい危険な鉱山となっている。ゲストたちは、ビッグサンダー・マイニングカンパニーの事務所から列車に乗り込む。

## 各施設紹介

### ディズニーランド
| ビッグサンダー・マウンテン鉄道 Big Thunder Mountain Railroad | ビッグサンダー・マウンテン鉄道 Big Thunder Mountain Railroad | ビッグサンダー・マウンテン鉄道 Big Thunder Mountain Railroad | ビッグサンダー・マウンテン鉄道 Big Thunder Mountain Railroad |
| ------------------------------------------------------------ | ------------------------------------------------------------ | ------------------------------------------------------------ | ------------------------------------------------------------ |
| オープン日                                                   | オープン日                                                   | 1979年                                                       | 1979年                                                       |
| スポンサー                                                   | スポンサー                                                   | なし                                                         | なし                                                         |
| 定員                                                         | 定員                                                         | 30人/1編成（5両）                                            | 30人/1編成（5両）                                            |
| 利用制限                                                     |                                                              | 身長102cm以上                                                | 身長102cm以上                                                |
| ファストパス                                                 | ファストパス                                                 |                                                              | ○                                                            |
| シングルライダー                                             | シングルライダー                                             |                                                              | ○                                                            |

8つのテーマランドのうちフロンティアランドに存在する。世界のディズニーパークで初めてオープンしたビッグサンダー・マウンテンである。最高速度は約45km/h。他のパークのものと大きく異なり、乗り場には屋根がない。また、コースも左右対称の造りになっている。コースの脇にはディズニーランド版の舞台設定である「レインボーリッジ (Rainbow Ridge) 」の街並みも作られている。
2013年1月から2014年3月にかけて、初めて大規模な改修工事が行われた。レールと車両の交換の上に、三度目の巻き上げでプロジェクションマッピングによる演出が追加された。中はダイナマイトによる爆破の採掘現場になっており、パリにもリニューアルの際にこれらと同一の演出が追加されている。

### マジック・キングダム
| ビッグサンダー・マウンテン鉄道 Big Thunder Mountain Railroad | ビッグサンダー・マウンテン鉄道 Big Thunder Mountain Railroad | ビッグサンダー・マウンテン鉄道 Big Thunder Mountain Railroad | ビッグサンダー・マウンテン鉄道 Big Thunder Mountain Railroad |
| ------------------------------------------------------------ | ------------------------------------------------------------ | ------------------------------------------------------------ | ------------------------------------------------------------ |
| オープン日                                                   | オープン日                                                   | 1980年11月15日                                               | 1980年11月15日                                               |
| スポンサー                                                   | スポンサー                                                   | なし                                                         | なし                                                         |
| 定員                                                         | 定員                                                         | 30人/1編成（5両）                                            | 30人/1編成（5両）                                            |
| 利用制限                                                     |                                                              | 身長102cm以上                                                | 身長102cm以上                                                |
| ファストパス                                                 | ファストパス                                                 |                                                              | ○                                                            |
| シングルライダー                                             | シングルライダー                                             |                                                              | 対象外                                                       |

6つのテーマランドのうちフロンティアランドに存在する。マジック・キングダムではスプラッシュ・マウンテンもフロンティアランドに位置するため、二つのアトラクションが隣り合っている。ディズニーランドのものに比べて最高速度が上がっており、約58km/hである。
マジック・キングダム版の舞台は「タンブルウィード (Tumbleweed) 」の街で災いによって大洪水が起こり街が衰退してしまった設定で、コース脇にあるタンブルウィードの街並みも水びたしの状態で作られている。また2013年のリニューアルからストーリーが拡張され、洪水が起きた後に「バーナバス・T・ブリオン (Barnabas T. Bullion) 」という実業家がビックサンダー・マイニング・カンパニーを設立した展開になっている。ブリオンは「S.E.A.」という組織のメンバーの設定で、アトラクション待機列には同じくS.E.A.メンバーの「ジェイソン・チャンドラー」がブリオンに採掘の中止を勧める文面の手紙がプロップとして飾られている。

### 東京ディズニーランド
| ビッグサンダー・マウンテン Big Thunder Mountain | ビッグサンダー・マウンテン Big Thunder Mountain | ビッグサンダー・マウンテン Big Thunder Mountain | ビッグサンダー・マウンテン Big Thunder Mountain |
| ----------------------------------------------- | ----------------------------------------------- | --- | --- |
| オープン日                                      | オープン日                                      | 1987年7月4日 | 1987年7月4日 |
| スポンサー                                      | スポンサー                                      | 第一生命 | 第一生命 |
| 所要時間                                        | 所要時間                                        | 約4分 | 約4分 |
| 定員                                            | 定員                                            | 30名/1編成 | 30名/1編成 |
| 利用制限                                        |                                                 | 身長102cm以上 乗り物に1人で座って安定した姿勢を保てない方はご利用になれません。 高血圧の方、心臓・脊椎・首に疾患のある方、乗り物に酔いやすい方、その他アトラクションのご利用により悪化するおそれのある症状をお持ちの方はご利用をご遠慮ください。 妊娠中の方はご利用をご遠慮ください。 高齢の方はご利用をご遠慮ください。 | 身長102cm以上 乗り物に1人で座って安定した姿勢を保てない方はご利用になれません。 高血圧の方、心臓・脊椎・首に疾患のある方、乗り物に酔いやすい方、その他アトラクションのご利用により悪化するおそれのある症状をお持ちの方はご利用をご遠慮ください。 妊娠中の方はご利用をご遠慮ください。 高齢の方はご利用をご遠慮ください。 |
| ファストパス                                    | ファストパス                                    | | 対象外 |
| シングルライダー                                | シングルライダー                                | | ○（2022年現在はサービス停止中） |

7つのテーマランドのうちウエスタンランドに位置しており、1987年7月4日にオープンした。総工事費用は当時の価格で約80億円。最高速度は42km/h。制動機構にリニアモーターが使用されており、これは安定した制動力の確保や振動・騒音の軽減に作用している。乗り場案内のアナウンスは富田耕生が担当している。
2000年7月24日、東京ディズニーランドで最初にディズニー・ファストパスが導入された。当初ファストパス発券所はアトラクションの入り口左側に存在しており、計6台が設置されていた。また、他のアトラクションに設置されているファストパス発券所の英語表記は「FASTPASS TICKETING」と書かれているが、このアトラクションのみ「FASTPASS Distribution」と書かれていた。2014年1月29日～2014年2月13日のメンテナンスで入り口右側に移動し、英語表記も他のアトラクション同様「FASTPASS TICKETING」となった。2008年前半にはライド乗り場にホームゲートが設置された。
2023年7月26日から「40周年記念プライオリティパス」を導入している。
2019年より試験的にシングルライダーを実施していたが、2020年1月1日より正式に導入された(2022年9月23日より休止中)。
クリッターカントリーの「スプラッシュ・マウンテン」、トゥモローランドの「スペース・マウンテン」と合わせて3大マウンテンと呼ばれる。

#### スペック
- コース全長：1000メートル[1]
- 総面積：10000平方メートル[1]
- 最高部高度：31メートル[1]
- 山の高さ：33メートル[1]
- 最大勾配：25度[1]

### ディズニーランド・パリ
| ビッグサンダー・マウンテン Big Thunder Mountain | ビッグサンダー・マウンテン Big Thunder Mountain | ビッグサンダー・マウンテン Big Thunder Mountain                   | ビッグサンダー・マウンテン Big Thunder Mountain                   |
| ----------------------------------------------- | ----------------------------------------------- | ----------------------------------------------------------------- | ----------------------------------------------------------------- |
| オープン日                                      | オープン日                                      | 1992年4月12日（ユーロ・ディズニーランド（当時）と同時にオープン） | 1992年4月12日（ユーロ・ディズニーランド（当時）と同時にオープン） |
| スポンサー                                      | スポンサー                                      | なし                                                              | なし                                                              |
| 所要時間                                        | 所要時間                                        | 約3分56秒                                                         | 約3分56秒                                                         |
| 定員                                            | 定員                                            | 30人/1編成（5両）                                                 | 30人/1編成（5両）                                                 |
| 利用制限                                        |                                                 | 身長102cm以上                                                     | 身長102cm以上                                                     |
| ファストパス                                    | ファストパス                                    |                                                                   | ○                                                                 |
| シングルライダー                                | シングルライダー                                |                                                                   | 対象外                                                            |

5つのテーマランドのうちフロンティアランドに存在する。パリ版は他のパーク版と違い「Rivers of the Far West」（他のディズニーランドのアメリカ河に相当）の内側の島に鉱山部分があり乗り場は「河」の外側にあるため、乗車直後と降車直前に地下トンネルを下降して対岸に渡る構造となっている。全長約1500m、最高速度約65km/hと、世界のパークにあるものの中では最長・最速で急降下の回数が若干多い。
パリ版はマジック・キングダム版を含めた他パーク版とは設定が大きく異なり、パリ版フロンティアランド全体の舞台であるアメリカ西部の街「サンダーメサ (Thunder Mesa) 」で「ヘンリー・レイブンスォード卿 (Henry Ravenswood) 」がビッグサンダー・マウンテンに金鉱山を発見し、羽ばたきで大地を揺らす山の精霊「サンダーバード」の怒りを恐れる先住民の警告をよそにレイブンスォードが設立した鉱山開発会社「サンダー・メサ・マイニング・カンパニー」によって街が発展するも、巨大地震によって街は壊滅し鉱山も廃鉱となったというストーリーになっている。
2015年11月2日から約11か月間の大規模改修を経て、2016年12月17日にリニューアルオープン。リニューアル後はアナハイムのディズニーランドと同様に、コース終盤の鉱山内をゆっくりと登るシーンにダイナマイトの爆発する演出等が追加されたほか、「Rivers of the Far West」も再塗装等が行われた。またリニューアルオープン日には、サンダーメサエリアにてリニューアルオープニングセレモニーが開催された。
2011年4月25日、アトラクション内の演出の一部である木とガラス繊維でできた岩の模型が落下し、フランス人男性1名が重症・女性4名が軽傷を負う事故が発生し、一時期運営が見合わされた。

## トリビア
- 東京ディズニーランドのアトラクションのエントランス横にはトラクションエンジンの蒸気トラクターが置いてあるが、これは1898年製の実物であり、世界で数台しか現存していない。元々このトラクターはディズニーランドのビッグサンダー・マウンテンに設置される予定で、元の持ち主にイマジニア達は交渉したが拒否された。しかし、東京ディズニーランドのビッグサンダー・マウンテンがオープンする際に再度交渉したところ、その持ち主の妻が「トラクターより旅行に行きたい」と言った為、その持ち主はトラクターを譲った。イマジニアはトラクターを手に入れ、現在は東京ディズニーランドに置かれている。
- 一際高くそびえる岩山の名をメインビュートという。ビュートとはアメリカ西部でよく見られる地形の名である。
- ウエスタンリバー鉄道の終盤、トンネルに入る直前のトリケラトプスの化石の側の木箱に、ビッグサンダー・マウンテンの原案者のイマジニア、トニー・バクスターの名が書かれている。
- ビッグサンダー・マイニングカンパニーが出来る前、「金が出た」と有名になったビッグサンダー・マウンテンには、訪れた採掘者に商売していた会社があったという設定で、その際の道具は、乗り場までの道のりで確認できる。また、案内板や業績などの看板、その事故を報道する新聞もかけられている。
- コース内にはアメリカ西部に生息する様々な動物のオーディオアニマトロニクスや模型があり、オポッサム、コヨーテ、ビッグホーンシープ、コウモリ、ガラガラヘビが確認できる。
- メインビュートに入った後の巻上げの途中にキラキラ光るものがあるが、これは金の鉱脈を表現している。
- ビッグサンダー・マウンテン（Big Thunder Mountain）の略称は「BTM」である。
- 東京ディズニーランドのビッグサンダー・マウンテンは、東日本大震災の影響により岩肌の一部に損傷が発生し、修復を行った[4]。